# Canton de Rethel
Le canton de Rethel est une circonscription électorale française située dans le département des Ardennes et la région Grand Est.
À la suite du redécoupage cantonal de 2014, les limites territoriales du canton sont remaniées. Le nombre de communes du canton passe de 17 à 18.

## Histoire
Par décret du 21 février 2014, le nombre de cantons du département est divisé par deux, avec mise en application aux élections départementales de mars 2015. Le canton de Rethel est conservé et s'agrandit. Il passe de 17 à 18 communes.

## Géographie
Ce canton est organisé autour de Rethel dans l'arrondissement de Rethel. Son altitude moyenne est de 95 m.

## Représentation

### Juges de paix
- 1802-1808 : Hubert Richard-Maireau[5]
- 1808-1814 : Nicolas Bezançon
- 1814-1829 : Claude Desinse[6]

### Conseillers d'arrondissement
Le canton de Rethel avait deux conseillers d'arrondissement.
| Période | Période      | Identité                                       | Étiquette | Qualité |
| ------- | ------------ | ---------------------------------------------- | --------- | --- |
| 1833    | 1848         | M. Bournel                                     |           | Notaire, adjoint au maire de Rethel Président du Conseil d'arrondissement                                                                   |
| 1833    | 1835 (décès) | Antoine Charles Pauffin-Thiercelet (1766-1835) |           | Président honoraire du Tribunal civil de Rethel Professeur d'histoire à l'Ecole Centrale des Ardennes Président du Conseil d'arrondissement |
| 1835    | 1836         | Jean-Baptiste Féquant-Noizet (1797-1879)       |           | Cultivateur, rentier, maire d'Ambly |
| 1836    | 1868         | Ambroise Watelier                              |           | Ancien avocat, juge de paix puis Président du Tribunal civil à Rethel                                                                       |
| 1848    | 1855         | Jean-Baptiste Reberotte-Labesse (1794-1875)    |           | Docteur en médecine à Rethel |
| 1855    | 1868         | Emmanuel Collart                               |           | Avocat à Rethel |
| 1868    | 1870         | M. Didier                                      |           | Notaire à Rethel |
| 1868    | 1877         | François Désiré Potier (1811-1881)             |           | Cultivateur à Sault-lès-Rethel, Receveur des hospices et du bureau de bienfaisance de Rethel                                                |
| 1870    | 1877         | Edouard Misset                                 |           | Propriétaire à Rethel |
| 1877    | 1883         | Jules Mistris                                  |           | Ancien notaire, propriétaire à Rethel |
| 1877    | 1883         | Edouard Froment                                |           | Cultivateur à Rethel |
| 1883    | 1895         | Jean-Baptiste Léopold Boudaille                |           | Maire de Novy |
| 1883    | 1889         | Ernest Maximilien Loillier                     | Gauche    | Premier adjoint au maire de Rethel |
| 1889    | 1895         | M. Mimin                                       |           | Cultivateur à Mont-Laurent |
| 1895    | 1910         | Jean Nicolas Pascal Cayasse                    |           | Agent-voyer d'arrondissement en retraite Premier adjoint au maire de Rethel                                                                 |
| 1895    | 1906 (décès) | Pierre-Marie Ulysse Desmont (1849-1906)        |           | Négociant, épicier, maire d'Amagne |
| 1906    | 1910         | Jules Bausseron                                |           | Cultivateur, maire de Sorbon |
| 1910    | 1919         | M. Minguet                                     |           | Médecin, maire de Rethel |
| 1910    | 1919         | Antoine Darcq                                  |           | Cultivateur à Givry |
| 1919    | 1930 (décès) | J.B. Baudon                                    |           | Clerc de notaire, maire d'Amagne |
| 1919    | 1930         | Jules Bausseron                                |           | Cultivateur, maire de Sorbon |
| 1930    | 1940         | Louis Gobinet                                  |           | Docteur en médecine, adjoint au maire de Rethel                                                                                             |
| 1931    | 1934         | Léon Gouverneur (1877-1970)                    | SFIO      | Ouvrier du textile, camionneur, puis chef d’entreprise, conseiller municipal de Rethel                                                      |
| 1934    | 1940         | Henri Paroche                                  |           | Maire de Sorbon |
| 1940    |              |                                                |           | Les conseils d'arrondissement ont été suspendus par la loi du 12 octobre 1940 et n'ont jamais été réactivés                                 |

### Conseillers généraux
| Période | Période           | Identité                                      | Étiquette   | Qualité |
| ------- | ----------------- | --------------------------------------------- | ----------- | --- |
| 1833    | 1848              | Jean-Baptiste Pauffin-Habon (1788-1869)       |             | Avoué puis avocat, maire de Rethel (1838-1855)                                                                                              |
| 1848    | 1855              | Pierre Gilles Levieux                         |             | Notaire à Rethel |
| 1855    | 1870              | Jean-Baptiste Reberotte-Labesse (1794-1875)   |             | Médecin, maire de Rethel (1869-1870) |
| 1871    | 1877              | M. Phelippeaux                                | Républicain | Avocat, conseiller municipal de Rethel |
| 1877    | 1883              | Louis Augustin Maréchal-Battier               | Républicain | Maire de Rethel (1884-1889) |
| 1883    | 1885 (décès)      | Théodore Karcher                              | Républicain | Journaliste, rédacteur en chef du Républicain des Ardennes Fondateur de L'Espoir de Rethel Conseiller municipal de Rethel                   |
| 1885    | 1889              | Hippolyte Octave Noiret                       | Droite      | Ancien maire de Rethel (1872-1878) |
| 1889    | 1890 (annulation) | Ernest-Maximilien Loillier                    | Gauche      | Maire de Rethel (1889-1897) |
| 1890    | 1898 (décès)      | Désiré Linard                                 | Républicain | Fabricant de sucre à Saint-Germainmont Sénateur (février-avril 1898) Député (1888-1898)                                                     |
| 1898    | 1907              | Hippolyte Noiret                              | Républicain | Filateur, ancien maire de Rethel (1872-1878)                                                                                                |
| 1907    | 1919              | Paul Drapier (1861-1953)                      | Républicain | Chirurgien, Rethel |
| 1919    | 1925              | Henri Cuif (1873-1963)                        | FR-URD      | Agriculteur à Rethel |
| 1925    | 1929 (décès)      | Paul Robinet (1870-1929)                      | SFIO        | Boulanger à Rethel |
| 1929    | 1940              | Lucien Drapier (1888-1941, fils de P.Drapier) | RG          | Médecin Maire de Rethel (...-1940) Nommé membre de la Commission administrative départementale en 1941, décédé en 1941                      |
| 1943    | 1945              | Louis Gobinet (1913-1984)                     | ?           | Médecin Conseiller d'arrondissement, maire de Rethel (1940-1944) Nommé conseiller départemental en 1943                                     |
| 1945    | 1967              | Camille Lassaux (1890-1969)                   | SFIO        | Directeur d'école retraité Président du Comité de Libération (1944) Maire de Rethel (1944-1969) Président du Conseil Général de 1955 à 1967 |
| 1967    | 1992              | Pierre Siegel                                 | CNIP        | Maire de Rethel (1972-1977) |
| 1992    | 2004              | Michel Vuibert                                | UDF-CDS     | Négociant - Député (1993-1997) Maire de Rethel (1989-2005) Ancien conseiller général du Canton de Novion-Porcien                            |
| 2004    | 2015              | Joseph Afribo                                 | DVD         | Maire de Acy-Romance Vice-Président du Conseil Général                                                                                      |

### Conseillers départementaux
| Période élective | Période élective | Mandat | Mandat   | Identité                    | Nuance | Nuance | Qualité                                                                     |
| ---------------- | ---------------- | ------ | -------- | --------------------------- | ------ | ------ | --------------------------------------------------------------------------- |
| 2015             | 2021             | 2015   | 2021     | Joseph Afribo               |        | DVD    | Cadre bancaire Maire d'Acy-Romance (2001-2020) puis de Rethel (depuis 2020) |
| 2015             | 2021             | 2015   | 2021     | Michèle Larangé-Lozano Rios |        | DVD    | Fonctionnaire à Rethel, conseillère municipale (depuis 2020)                |
| 2021             | 2028             | 2021   | en cours | Michel Kociuba              |        | DVD    | Ancien cadre Maire de Sault-lès-Rethel                                      |
| 2021             | 2028             | 2021   | en cours | Stéphanie Simon             |        | DVD    | Présidente d'association à Rethel                                           |

#### Élections de mars 2015
À l'issue du premier tour des élections départementales de 2015, deux binômes sont en ballottage : Joseph Afribo et Michèle Larange-Lozano Rios (Union de la Droite, 35,83 %) et Sylvette Carre et Guy Deramaix (DVD, 29,84 %). Le taux de participation est de 50,64 % (4 844 votants sur 9 565 inscrits) contre 48,72 % au niveau départemental et 50,17 % au niveau national.
Au second tour, Joseph Afribo et Michèle Larange-Lozano Rios (Union de la Droite) sont élus avec 57,35 % des suffrages exprimés et un taux de participation de 48,44 % (2 402 voix pour 4 633 votants et 9 565 inscrits).

#### Élections de juin 2021
Le premier tour des élections départementales de 2021 est marqué par un très faible taux de participation (33,26 % au niveau national). Dans le canton de Rethel, ce taux de participation est de 36,41 % (3 474 votants sur 9 541 inscrits) contre 31,87 % au niveau départemental. À l'issue de ce premier tour, deux binômes sont en ballottage : Michel Kociuba et Stéphanie Simon (DVD, 46,02 %) et Joseph Afribo et Chantal Destrumelle (DVD, 39,06 %).
Le second tour des élections est marqué une nouvelle fois par une abstention massive équivalente au premier tour. Les taux de participation sont de 34,3 % au niveau national, 32,73 % dans le département et 40,43 % dans le canton de Rethel. Michel Kociuba et Stéphanie Simon (DVD) sont élus avec 55,49 % des suffrages exprimés (2 013 voix pour 3 858 votants et 9 542 inscrits),,.

## Composition

### Composition avant 2015

Situation du canton de Rethel dans le département des Ardennes avant 2015.

Le canton de Rethel regroupait dix-sept communes.
| Nom                | Code Insee | Codepostal | Superficie (km2) | Population (dernière pop. légale) | Densité (hab./km2) |
| ------------------ | ---------- | ---------- | ---------------- | --------------------------------- | ------------------ |
| Rethel (chef-lieu) | 08362      | 08300      | 18,58            | 7 724 (2012)                      | 416                |
| Acy-Romance        | 08001      | 08300      | 11,13            | 443 (2012)                        | 40                 |
| Amagne             | 08008      | 08300      | 9,32             | 714 (2012)                        | 77                 |
| Ambly-Fleury       | 08010      | 08130      | 5,88             | 129 (2012)                        | 22                 |
| Arnicourt          | 08021      | 08300      | 8,33             | 166 (2012)                        | 20                 |
| Barby              | 08048      | 08300      | 11,32            | 379 (2012)                        | 33                 |
| Bertoncourt        | 08062      | 08300      | 6,83             | 132 (2012)                        | 19                 |
| Biermes            | 08064      | 08300      | 7,96             | 281 (2012)                        | 35                 |
| Coucy              | 08133      | 08300      | 6,39             | 521 (2012)                        | 82                 |
| Doux               | 08144      | 08300      | 6,52             | 69 (2012)                         | 11                 |
| Mont-Laurent       | 08306      | 08130      | 6,83             | 68 (2012)                         | 10                 |
| Nanteuil-sur-Aisne | 08313      | 08300      | 7,92             | 115 (2012)                        | 15                 |
| Novy-Chevrières    | 08330      | 08300      | 17,20            | 628 (2012)                        | 37                 |
| Sault-lès-Rethel   | 08403      | 08300      | 6,45             | 1 923 (2012)                      | 298                |
| Seuil              | 08416      | 08300      | 11,79            | 148 (2012)                        | 13                 |
| Sorbon             | 08427      | 08300      | 14,43            | 203 (2012)                        | 14                 |
| Thugny-Trugny      | 08452      | 08300      | 13,41            | 243 (2012)                        | 18                 |

### Composition depuis 2015
Le nouveau canton de Rethel comprenait dix-huit communes entières à sa création.
| Nom                            | Code Insee | Intercommunalité     | Superficie (km2) | Population (dernière pop. légale) | Densité (hab./km2) | Modifier                                    |
| ------------------------------ | ---------- | -------------------- | ---------------- | --------------------------------- | ------------------ | ------------------------------------------- |
| Rethel (bureau centralisateur) | 08362      | CC du Pays Rethélois | 18,58            | 7 435 (2022)                      | 400                | modifier les données · modifier les données |
| Acy-Romance                    | 08001      | CC du Pays Rethélois | 11,13            | 490 (2022)                        | 44                 | modifier les données · modifier les données |
| Amagne                         | 08008      | CC du Pays Rethélois | 9,32             | 787 (2022)                        | 84                 | modifier les données · modifier les données |
| Ambly-Fleury                   | 08010      | CC du Pays Rethélois | 5,88             | 134 (2022)                        | 23                 | modifier les données · modifier les données |
| Arnicourt                      | 08021      | CC du Pays Rethélois | 8,33             | 150 (2022)                        | 18                 | modifier les données · modifier les données |
| Barby                          | 08048      | CC du Pays Rethélois | 11,32            | 388 (2022)                        | 34                 | modifier les données · modifier les données |
| Bertoncourt                    | 08062      | CC du Pays Rethélois | 6,83             | 128 (2022)                        | 19                 | modifier les données · modifier les données |
| Biermes                        | 08064      | CC du Pays Rethélois | 7,96             | 314 (2022)                        | 39                 | modifier les données · modifier les données |
| Corny-Machéroménil             | 08132      | CC du Pays Rethélois | 10,54            | 193 (2022)                        | 18                 | modifier les données · modifier les données |
| Coucy                          | 08133      | CC du Pays Rethélois | 6,39             | 530 (2022)                        | 83                 | modifier les données · modifier les données |
| Doux                           | 08144      | CC du Pays Rethélois | 6,52             | 102 (2022)                        | 16                 | modifier les données · modifier les données |
| Mont-Laurent                   | 08306      | CC du Pays Rethélois | 6,83             | 51 (2022)                         | 7,5                | modifier les données · modifier les données |
| Nanteuil-sur-Aisne             | 08313      | CC du Pays Rethélois | 7,92             | 149 (2022)                        | 19                 | modifier les données · modifier les données |
| Novy-Chevrières                | 08330      | CC du Pays Rethélois | 17,20            | 744 (2022)                        | 43                 | modifier les données · modifier les données |
| Sault-lès-Rethel               | 08403      | CC du Pays Rethélois | 6,45             | 1 932 (2022)                      | 300                | modifier les données · modifier les données |
| Seuil                          | 08416      | CC du Pays Rethélois | 11,79            | 182 (2022)                        | 15                 | modifier les données · modifier les données |
| Sorbon                         | 08427      | CC du Pays Rethélois | 14,43            | 222 (2022)                        | 15                 | modifier les données · modifier les données |
| Thugny-Trugny                  | 08452      | CC du Pays Rethélois | 13,41            | 248 (2022)                        | 18                 | modifier les données · modifier les données |
| Canton de Rethel               | 0811       |                      | 180,83           | 14 179 (2022)                     | 78                 | modifier les données                        |

## Démographie

### Démographie avant 2015
| 1962   | 1968   | 1975   | 1982   | 1990   | 1999   | 2006   | 2011   | 2012   |
| ------ | ------ | ------ | ------ | ------ | ------ | ------ | ------ | ------ |
| 12 910 | 13 546 | 14 165 | 14 394 | 14 076 | 14 092 | 13 933 | 13 905 | 13 886 |

### Démographie depuis 2015
En 2022, le canton comptait 14 179 habitants, en évolution de +0,15 % par rapport à 2016 (Ardennes : −2,97 %, France hors Mayotte : +2,11 %).
| 2013   | 2018   | 2022   |
| ------ | ------ | ------ |
| 14 078 | 14 142 | 14 179 |